# Alice Picks the Champ
Alice Picks the Champ é um curta-metragem de animação estadunidense de 1925, lançado como parte da série Alice Comedies.